# Casa William R. Heath

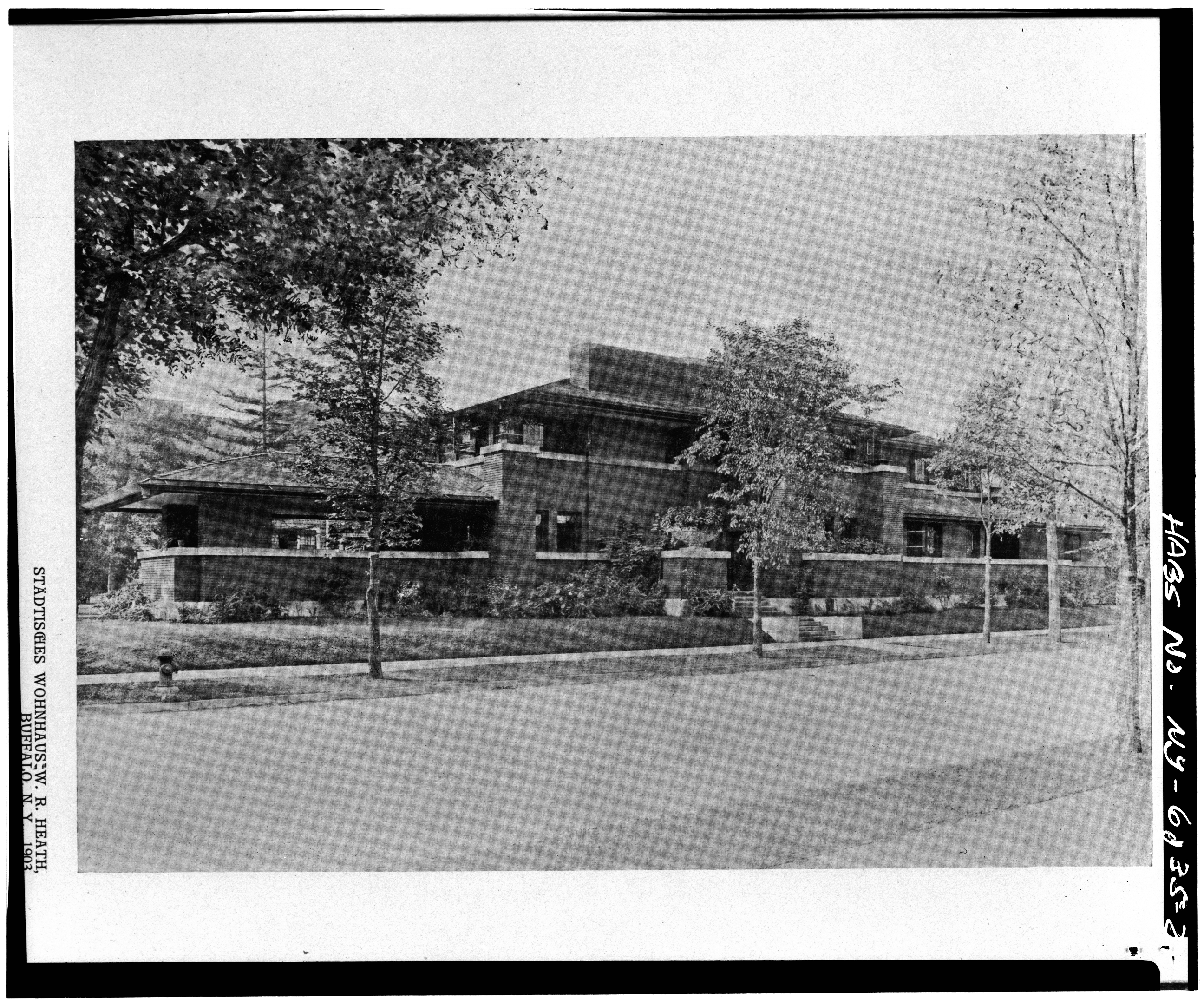
Exterior de la Casa Heath en 1937.

La Casa William R. Heath fue diseñada por Frank Lloyd Wright, se construyó entre 1904 y 1905, y se encuentra en el nº 76 de Soldiers Place en Búfalo (Nueva York). Sigue el estilo arquitectónico de la Prairie School.
William Heath fue un abogado que ejerció de director y vicepresidente de la Compañía Larkin Soap, en Búfalo. La mujer de Heath era hermana de Elbert Hubbard, un antiguo ejecutivo de Larkin. Otra de las hermanas de Hubbard se casó con el presidente de la compañía John D. Larkin. Hubbard se jubiló en 1893 y estableció el Movimiento Roycroft, una comunidad de artistas y artesanos en East Aurora.
Heath fue presentado a Wright por un compañero de la Compañía Larkin, Darwin D. Martin, aunque Heath era de Chicago y casualmente tenía un cuñado de Oak Park en el equipo de construcción de la residencia J. J. Walser. Wright llegó a Búfalo en 1903 para construir la casa de Martin, y éste fue instrumental en elegir a Wright para construir el Larkin Administration Building, en el centro de Búfalo, el primer gran proyecto comercial de Wright. En consecuencia Wright fue contratado por Heath para construir su casa, y a la vez también fue constratado por otro empleado de Larkin, Walter V. Davidson.
La propiedad de Heath era profunda y angosta, y estaba frente a una rotonda, Soldiers Place, lo que aseguraba que nada podría ser construido delante de ella, y a lo largo de Bird Avenue. Este terreno presentó a Wright el problema de construir una casa de estilo Prairie, con su característica estructura abierta, en un pequeño espacio con doble exposición al tráfico. La casa fue situada con su eje central a lo largo de Bird Avenue, con partes de la rotonda actuando como los jardines que una casa de este estatus tendría.
Aunque sólo está a unos metros de la acera, la casa mantiene la privacidad. Wright elevó la casa sobre el nivel de la acera, colocándola sobre una terraza. La planta baja y las ventanas están elevadas, impidiendo que se pueda ver el interior desde Bird Avenue. La puerta se oculta junto a una amplia chimenea y se encuentra en ángulo recto con la calle, y aparte de su altura, las ventanas son vidrieras, lo que impide que se vea el interior.
El exterior presenta elementos clásicos de la Prairie School; por ejemplo, un tejado en pico bajo, un gran porche, ventanas con vidrieras. En 1911 se añadió un garaje que reemplazó al antiguo establo.
La Casa Heath tiene siete dormitorios en la segunda planta así como dos baños y un estudio. La habitación principal, que está encima del porche, tiene ventanas en tres de sus lados. En la planta baja están el salón y el comedor que se comunican, por su parte el salón continúa hasta el porche. El porche, el salón y la habitación principal se sitúan frente a la rotonda. En la cocina hay una entrada para el servicio y unos aposentos con dos dormitorios. En los últimos años, estos aposentos se han usado como consultorio médico.
La casa está construida en ladrillo rojo oscuro, posiblemente el mismo que se usó para el Larkin Administration Building. La planta baja se parece a la de la Casa Isidore H. Seller, así mismo la casa es similar a la de Meyer May. A esta casa se la considera precursora de la renombrada Casa Frederick C. Robie, construida en Chicago en 1909, construida en un terreno similar.